# Erwin Josef Țigla

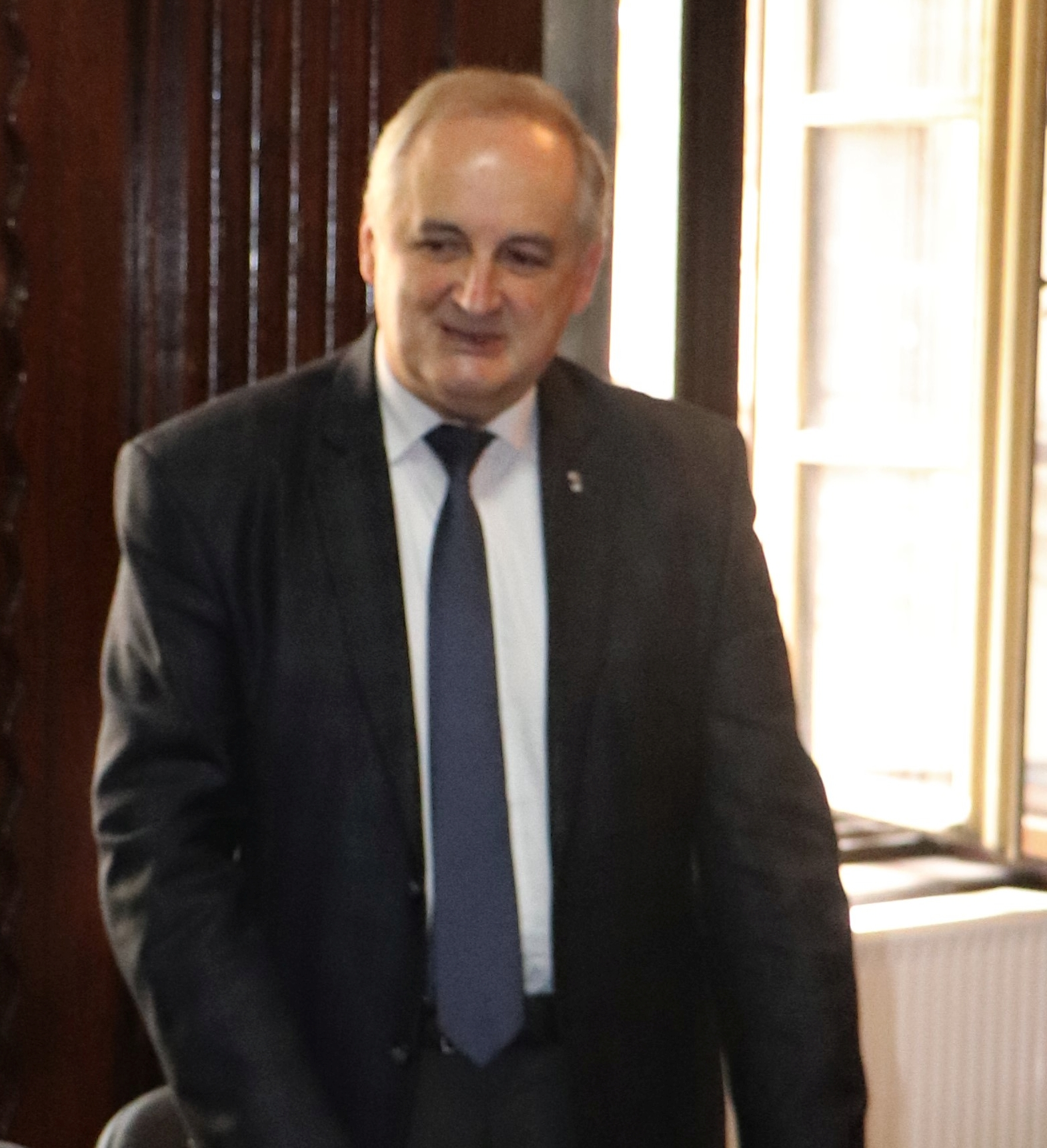
Erwin Josef Țigla (2021)

Erwin Josef Țigla (* 19. September 1961 in Reșița (deutsch Reschitza)) ist ein rumäniendeutscher Schriftsteller, Bibliothekar und Kulturmanager.

## Leben und Tätigkeiten
Erwin Josef Țigla besuchte das Diaconovici-Tietz-Nationalkolleg in Reschitza und schloss dieses mit dem Abitur ab. Er ist verheiratet und Vater eines Sohnes.
Er arbeitete von 1980 bis 1995 in der Schiffsdieselmotoren-Abteilung eines Maschinenbaubetriebes in Reschitza. Seit Mai 1995 ist er Bibliothekar in der „Paul-Iorgovici“-Kreisbibliothek in Reschitza und seit Oktober 1995 Leiter der Deutschen „Alexander-Tietz“-Bibliothek ebendort. Seit der Gründung am 19. November 1997 ist er Vorsitzender des Kultur- und Erwachsenenbildungsvereins „Deutsche Vortragsreihe Reschitza“ und seit dem Jahre 2004 auch Vorsitzender des Demokratischen Forums der Banater Berglanddeutschen (DFBB).
Im Mai 2024 wurde ihm der Berufstitel „Professor“ vom Bundespräsidenten der Republik Österreich verliehen.

### Kulturmanagement
Țigla war maßgeblich am Ausbau und an der Modernisierung des Sitzes am Bulevardul Revoluția din Decembrie Nr. 22, heute ein modernes deutsches Jugend-, Dokumentations- und Kulturzentrum, beteiligt. Am 19. November 1987 gründete er mit Unterstützung von Werner Kremm und Johann Bettisch die deutsche Abteilung der Reschitzaer Volkshochschule. Diese entwickelte sich nach 1990 zum Kultur- und Erwachsenenbildungsverein „Deutsche Vortragsreihe Reschitza“. Er war Initiator des Denkmals zu Ehren der verstorbenen Russlanddeportierten in Reschitza (1995 eingeweiht) und einer Büste, die an die Reschitzaer Kulturpersönlichkeit Alexander Tietz erinnert und 2004 enthüllt wurde. Er initiierte die Restaurierung der letzten Ruhestätte von Alexander Tietz, des „Flieger“-Grabes (Kriegerdenkmal des Ersten und Zweiten Weltkriegs) und des Kreuzes am Kreuzberg.
Auch organisiert er Ausstellungen in den Galerien der Kreisdirektion für Kultur, Kulte und nationales Kulturgut Karasch-Severin, im Museum des Banater Montangebiets, im „Frédéric Ozanam“-Sozialzentrum und in weiteren Einrichtungen in Reschitza und dem Banater Bergland.

### Journalistische Tätigkeit
Țigla war und ist für verschiedenste Zeitungsmedien tätig, wie z. B. Allgemeine Deutsche Zeitung für Rumänien (Bukarest), Banater Berglanddeutsche (München–Wien), Banater Post (München), Banater Zeitung (Temeswar), Bocșa Culturală (Bokschan), Foaia Govândarului (Reschitza), Jurnal de Caraș-Severin (Reschitza), Karpatenrundschau (Kronstadt), Lot und Waage (Graz), Nedeia (Reschitza), Neue Banater Zeitung (Temeswar), Neuer Weg (Bukarest), Timpul (Reschitza), Patrimoniu (Reschitza), Reflex (Reschitza), Renașterea Bănățeană (Temeswar), Revista noastră (Reschitza), Semenicul (Reschitza), Vita Catholica Banatus (Reschitza) etc.
Er war Initiator und Chefredakteur
- der Monatsschrift „Echo der Vortragsreihe“ seit der Ersterscheinung am 1. Februar 1990,
- von „Glasul vincenţienilor“ (Nr. 1, Dezember 1994 bis Nr. 24, Dezember 2014),
- von „împreună, miteinander, egyűttesen“ (Nr. 1, Mai 1997 bis Nr. 40, November 2015),
- des Informationsblattes „Info SVP-RO“ (Nr. 1, September 2001 bis Nr. 18, März 2007) und
- des Informationsblattes „Info“ (seit der Nr. 1, 2007).

### Mitgliedschaften
Țigla war Mitglied der Reschitzaer Operettengruppe und des Deutschen Gesang- und Tanzensembles Reschitza.
Er ist Mitglied des rumänischen Schriftstellerverbandes, der Vereinigung Exil-PEN deutschsprachiger Länder e. V. (Deutschland) und des rumänischen Fachjournalistenverbandes.
Seit dem Jahre 2004 ist er Vorsitzender der Organisation der Banater Rumäniendeutschen.
In der Zeitspanne 1. Januar 2011 – 31. Dezember 2021 war er als territorialer internationaler Vizepräsident der Konföderation der Vinzenzgemeinschaft für die Europa-Ländergruppe 2 (Mittel-, Ost und Südosteuropa) zuständig.
Er gehörte auch dem Minderheitenrat der rumänischen Regierung an.
Von 1991 bis 2018 arbeitete Erwin Josef Țigla mit dem Karl-Brunner-Europahaus und der Europäischen Föderalistischen Bewegung Österreichs zusammen.

### Hobbys
Erwin Josef Țigla ist Philatelist (mehrfach ausgezeichnet) und Fotograf.

## Ehrenbürgerschaft
- Ehrenbürger der Stadt Reschitza (20. Januar 2008),
- Ehrenbürger des Kreises Karasch-Severin (25. Februar 2010),
- Ehrenbürger der Stadt Bokschan (9. Mai 2022).

## Auszeichnungen (Auswahl)
- Goldene Ehrennadel der Europäischen Föderalistischen Bewegung Österreichs (2. Juni 2001)
- Ehrenzeichen in Silber für Verdienste um die Republik Österreich (19. Juli 2004)
- Nationaler Orden Rumäniens für kulturelle Verdienste im Grad eines Ritters, Kategorie F: Kulturförderung (10. Dezember 2004)
- Steierischer Josef-Krainer-Preis für das Jahr 2009 (27. November 2009)
- Banater Berglanddeutsche Alexander-Tietz-Preis für das Jahr 2011 (9. Oktober 2011)
- Goldene Ehrenzeichen des Landes Steiermark (7. Mai 2012)
- Verdienstkreuz am Bande des Verdienstordens der Bundesrepublik Deutschland (17. Juni 2014)
- Orden Mérite Européen in Silber (14. Juli 2018)[4][5]
- Berufstitel Professor, verliehen durch die Republik Österreich.[6]

## Mediale Berichterstattung
Über Erwin Josef Țigla wurde am 12. Januar 2007 ein Rundfunk-Porträt im Rahmen der Sendung in deutscher Sprache von Radio Temeswar ausgestrahlt und am 5. März 2008 wurde im Nationalen Fernsehsender „TVR Cultural“ ein Porträt Țiglas gesendet. In der Europastimme Nr. 4/2022 wurde von Christa Hofmeister ein umfangreiches Porträt seines bisherigen Lebenswegs aufgezeigt.